# Giorno Giovanna
Giorno "JoJo" ("GioGio") Giovanna (Japoneză: ジョルノ・ジョバァーナ, Hepburn: Joruno Jobāna) este un personaj fictiv în seria manga japoneză JoJo's Bizarre Adventure, scrisă și ilustrată de către Hirohiko Araki. El este protagonistul celei de-a V-a părți, Golden Wind, el a fost născut sub numele de Haruno Shiobana (汐華 初流乃, Shiobana Haruno), fiul lui Dio Brando, în timp ce poseda corpul lui Jonathan Joestar. După ce a salvat un membru al mafiei italiene necunoscut, Giorno visa să intre și el în Passione pentru a-l da jos pe lider, Diavolo, dorind să ajute inocenții. Intrând în echipa lui Bruno Bucciarati, se duc într-o misiune pentru a trimite-o pe Trish Una către tatăl ei, liderul al mafiei Passione. Giorno controlează un stand pe nume Gold Experience (ゴールド・エクスペリエンス, Gōrudo Ekusuperiensu), care are abilitatea de a da viață la obiecte, folosit în a transforma obiecte inorganice în viețuitoare, și la crearea organelor, pentru vindecare.